# Гарбуз Сергій Володимирович
Сергі́й Володи́мирович Гарбу́з (*31 серпня 1961, Свердловськ) — український поет і прозаїк.
Народився 31 серпня 1961 р. в м. Свердловську (тепер Довжанськ) Луганської області.
Закінчив Київський державний університет ім. Т. Г. Шевченка.
Редактор газет «Восточный экспресс» та «Краснодонские вести».
Автор збірок поезій «Яблуко надкушене», «Сліпий дощ», багатьох публікацій у колективних збірниках. Лауреат міжнародного літературного конкурсу «Гранослов».